# سيارات وحشية

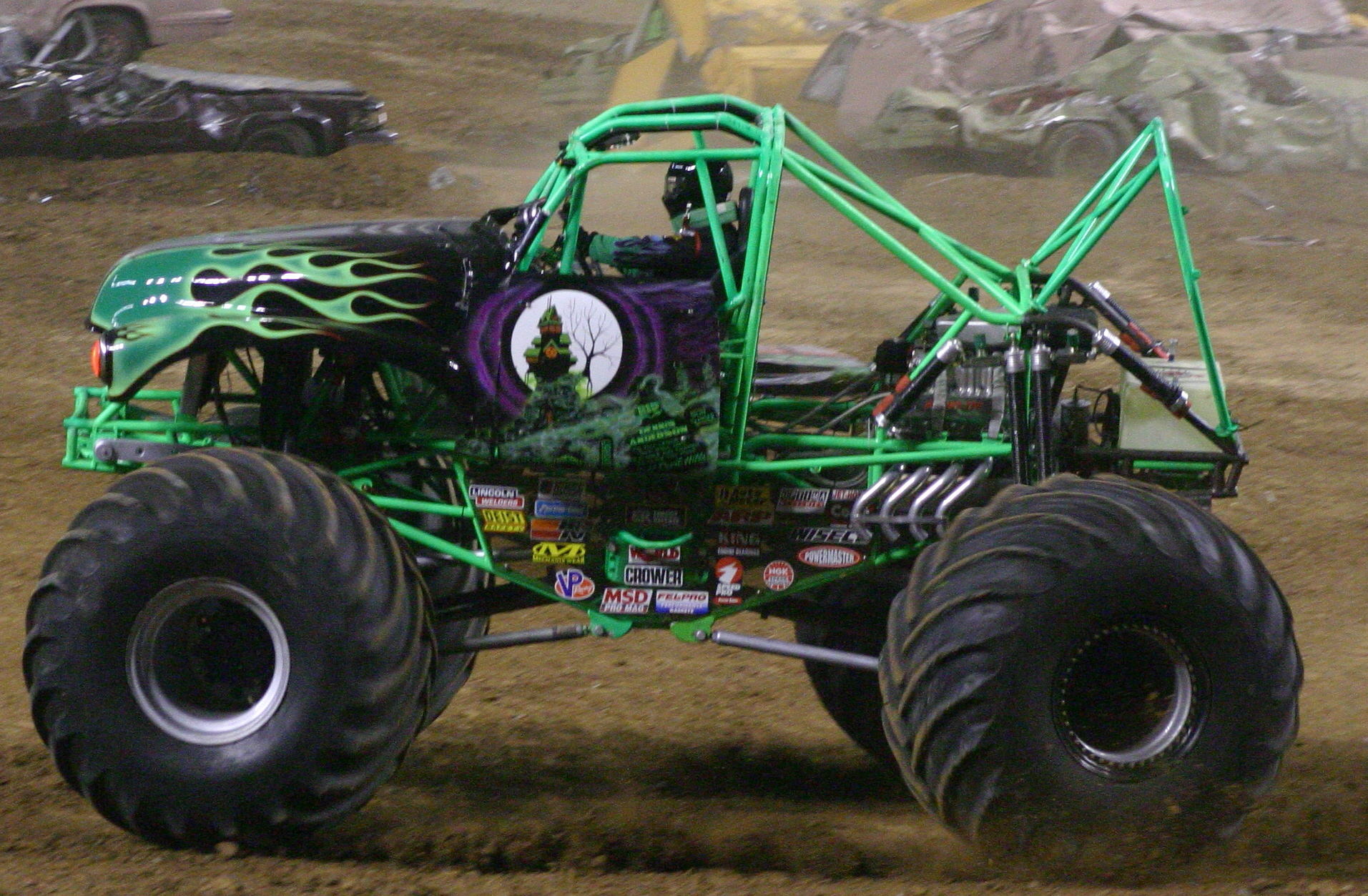
صورة لسيارة وحشية

السيارات الوحشية : (بالإنجليزية: Monster Trucks)‏ لكونها اضخم وأقوى السيارات الرياضية من حيث الشكل والأداء كما أنها قادرة على تحقيق ما لا تستطيع تحقيقه السيارات الرياضية الأخرى كالقفزات العالية وتخطي اشد الأراضي وعورة كالبحيرات المائية والوحول أو الكثبان الرملية العالية. فهي مجهزة بشاسيه أنبوبي مقاوم للفتل ومحرك ضخم مثبت في المنتصف خلف السائق يعمل بالكحول (الميثانول) وتزيد قوته عن الألف حصان، بالإضافة إلي الإطارات الضخمة التي يقارب ارتفاعها المترين ونضام التعليق بالأربع وصلات (4-Links) باستخدام مخمدات الصدمات بغاز النيتروجين المضغوط. أما جسم السيارة فهو مصنوع من الألياف الكربونية لتقليل الوزن الإجمالي للسيارة ليمكنها من تقديم اشد العروض إثارة. كما أنها مزودة بنظام توجيه على الإطارات الأربع لتتمكن من المناورة بسهولة في الأماكن الضيقة .
يجلس السائق في المنتصف داخل قفص أنبوبي Roll Cage كما يحضنه حزام الأمان ذو الخمس نقاط five points harness من الأكتاف والجوانب وبين الأرجل

## معلومات عن السيارات الوحشية
أول سيارة وحشيه صنعت في الشرق الأوسط كانت من قبل قفاري عام 1990 في المملكة العربية السعودية
تعتبر هذه السيارات الوحيدة في الشرق الأوسط كما أنها صنعت في المملكة العربية السعودية
تعتبر قفاري موتورسبورتس الشركة الوحيدة في الشرق الأوسط التي تقوم بتصنيع السيارات الوحشية (Monster Trucks) من الألف إلى الياء وتمتلك أكبر أسطول للسيارات الوحشية (Monster Trucks) خارج الولايات المتحدة جميعها مطابقة لمواصفات منضمة سباقات السيارات الوحشية (MTRA) الأمريكية.
تعتبر أضخم وأقوى السيارات الرياضية في العالم من حيث الشكل والأداء. مجهزة بشاسيه أنبوبي مقاوم للفتل صمم خصيصا لهذا النوع من السيارات الرياضية.
إطاراتها الضخمة التي يقارب ارتفاعها المترين تجعلها قادرة على تخطي اشد الأراضي وعورة بالإضافة إلى أداء اقوي العروض المثيرة كتحطيم السيارات والقفزات العالية كما تعطيها شكل مميز ورمزا للقوة وقدرة خارقة في لفت انتباه الحضور. مجهزة بنظام دفع بالعجلات الأربع ونظام توجيه بالإطارات الأربع فهي تسمى 4x4x4لتتمكن من المناورة بسهولة في أضيق الأماكن
هيكل السيارة مصنوع من الألياف الكربونية لتقليل الوزن الإجمالي للسيارة
ويجلس السائق في المنتصف داخل قفص أنبوبي يجعله في معزل عن ضجيج الصوت الخارجي للسيارة كما يحصنه حزام الأمان ذو الخمس نقاط من الأكتاف والجوانب وبين الأرجل